# Leucadendron singulare
Espèce
Leucadendron singulare est une espèce de plantes à fleurs de la famille des Proteaceae. Cet un arbuste à fleurs, originaire du Cap-Occidental en Afrique du Sud, fait partie du fynbos.

## Description
Leucadendron singulare présente souvent un aspect buissonnant avec de nombreuses branches émergeant de la base qui s'étalent et ne mesurent que 30 cm de haut. Les feuilles sont lancéolées et mesurent environ 4 à 10 cm de long . Elles sont recouvertes d'un enduit cireux qui aide à conserver l'humidité. Les inflorescences sont coniques, robustes, principalement jaunes, et peuvent atteindre 15 cm de long. La floraison a lieu en octobre. La plante meurt après un incendie, mais les graines survivent. Elles sont stockées dans une tige sur la plante femelle et tombent de la tige au bout de deux mois. Elles sont ensuite disséminées par les fourmis. La plante est dioïque et comporte des plants distincts avec des fleurs mâles ou femelles qui sont pollinisées par les insectes.

## Répartition et habitat
Leucadendron singulare est présent dans le Mannetjiesberg, dans les monts Kammanassie. C'est une plante rare qui pousse dans les crevasses des sommets, entre 2 000 et 2 150 m d'altitude.

## Statut de conservation
Leucadendron singulare a été évalué en 2020 pour la Liste rouge de l'UICN des espèces menacées et est classé comme vulnérable selon les critères D1+2.

## Dénominations
En afrikaans, on l'appelle Kamanassietolbos, en anglais Kammanassie conebush.

## Systématique
Le nom correct complet (avec auteur) de ce taxon est Leucadendron singulare I.Williams (d).